# Charles Le Beau
Pour les articles homonymes, voir Le Beau.
Charles Le Beau, né à Paris le 18 octobre 1701 et mort le 13 mars 1778 dans la même ville, est un historien français.

## Biographie
Il fait ses études au collège Sainte-Barbe et au collège du Plessis, où il devient professeur à son tour. Il occupe ensuite la chaire de rhétorique du collège des Grassins. En 1748, il est élu membre de l'Académie des inscriptions et belles-lettres, dont il est secrétaire perpétuel à partir de 1755 et dont il rédige en partie l'histoire. Il est nommé professeur d'éloquence latine au Collège de France en 1752.
Charles Le Beau est l'auteur de discours et d'éloges historiques ainsi que de fables et de poèmes en latin, mais c'est à son Histoire du Bas-Empire qu'il doit d'être connu. Celle-ci est la continuation à la fois de l' Histoire Romaine de Charles Rollin et de l'Histoire des empereurs de Jean-Baptiste-Louis Crevier et se compose essentiellement d'un résumé des historiens byzantins. Elle sera de nouveau prolongée et éditée à partir de 1824.
Selon l'Almanach royal de 1751, il est domicilié rue Saint-Jacques, vis-à-vis le Plessis.

## Principales publications
- Histoire de l'Académie royale des inscriptions et belles-lettres, avec les mémoires de littérature Tome XXV à XXXIX (1759-77)
- Histoire du Bas-Empire en commençant à Constantin le Grand (27 volumes, 1757-1811). Continuée, à partir du 22e volume, par Hubert-Pascal Ameilhon. Rééditée sous le titre Histoire du Bas-Empire. Nouvelle édition, revue entièrement, corrigée et augmentée d'après les historiens orientaux, par M. De Saint-Martin et continuée par M. Brosset Jne (21 volumes, 1824-36)
- Opera latina : Carmina, Fabulae et narrationes, Orationes et oratiunculae (3 volumes, 1782-83)
- Parallèle curieux des fables en vers latins de M. Lebeau avec La Fontaine, et tous les poètes latins qui ont traité les mêmes fables (1785)

Traduction du latin
- Jacques Auguste de Thou : Histoire universelle (16 volumes, 1734)